# Ivan Nikitovitch Bichovets
 (août 2015).
Ivan Nikitovitch Bichovets (né le 25 mai 1920 dans la région de Kiev et mort le 4 octobre 1989 à Chimkent) est un militaire soviétique qui a servi dans l’Armée rouge au cours de la Seconde Guerre mondiale. Il commandait l’unité de l’Artillerie lourde (le mortier de 120 mm) du 617e régiment d'infanterie de la 199e division d’artillerie, du 49e bataillon du deuxième front biélorusse). Lorsqu’il reçut l’ultime récompense, à savoir l’ordre de la Gloire de premier degré, il était sergent.

## Biographie
Ukrainien d’origine, il est né le 25 mai 1920 dans le village de Peremoga Barychevsky, dans la région de Kiev. Diplômé de l’école élémentaire, il travaille ensuite à l’usine de « Chelkostroï ».

### Seconde Guerre mondiale
En octobre 1940, Ivan Nikitovitch Bichovets est enrôlé dans l’Armée rouge. Il a accompli son service militaire en Extrême-Orient. À partir de mai 1942, il part pour le front. Bichovets officie d’abord en tant que servant de mortier, puis comme pointeur. Il combat sur le front de l’Ouest ainsi que sur le deuxième front biélorusse puis prend part à la libération de Smolensk et de la Biélorussie, et lutte contre l’ennemi sur les territoires polonais et allemand.
Lors des batailles du 20-28 mars 1944, livrées non-loin de Vitebsk, le soldat Bichovets a « fait preuve de courage et d’une grande habileté », exécutant diverses tâches au sein de son unité. Même dans les situations les plus critiques, il parvient à chercher et fournir les munitions nécessaires pour repousser les contre-attaques de l’ennemi. L’unité dans laquelle il sert détruit en huit jours deux pelotons d’infanterie allemande, deux bunkers, trois mitrailleuses lourdes, un canon, plusieurs batteries ainsi que cinq mitrailleuses. Le 17 mai 1944, Ivan Nikitovitch Bichovets reçoit l’ordre de la Gloire de troisième degré.
À l'été 1944, durant la bataille pour la libération de Moguilev, c’est par des tirs précis que le sergent Bichovets vient pratiquement à bout d’un peloton entier. À la suite de cet exploit, lui est remis le 2 septembre 1944, l’ordre de la Gloire de deuxième degré.
Le 16 avril 1945, l’aérodrome et la ville de Gatow sont libérés et contrôlés par l’Armée rouge. Bichovets et son unité détruisent deux batteries, cinq mitrailleuses et tuent une vingtaine de soldats allemands. « L’engagement exemplaire et la témérité du sergent Bichovets » sont récompensés le 29 juin 1945 : à la suite du décret du Conseil suprême de l’URSS, il est décoré de l’ordre de la Gloire de premier degré. Titulaire des trois ordres de la Gloire, il devient Chevalier d’honneur à part entière.

### Carrière civile
En 1946, le sergent Bichovets est démobilisé. Il travaille alors à la centrale hydraulique de Oust-Kamenogorsk, Irkoutsk, Volgograd, et Krementchouk.
Il passe ses dernières années à Chimkent où il est nommé responsable foreur à Tourlan. Il meurt le 4 octobre 1989 et est enterré à Chimkent.
Il a également reçu : l’Ordre de la révolution d'Octobre, l’Ordre de la Guerre patriotique (1er degré) et diverses autres médailles.

### Hommage posthume
Un bas-relief a été érigé en son honneur dans son village natal en Ukraine.